# خواهرانی که به خواهر خود حسادت می‌کردند
خواهرانی که به خواهر خود حسادت می‌کردند
داستانی است که توسط خاورشناس فرانسوی آنتوان گالان گردآوری شده و با ترجمه او در هزار و یک شب گنجانده شده‌است.

## داستان
مدت‌ها پیش، خسرو شاه، حاکم ایران، خود را مبدل می‌کند تا با قوم خود درآمیزد تا افکار آنها را بشنود. یک شب، او به خانه‌ای نزدیک می‌شود که در آن سه خواهر مشغول صحبت هستند. بزرگتر می‌گوید که می‌خواهد با نانوای سلطان ازدواج کند تا بهترین نان را بخورد. وسطی می‌خواهد با آشپز سلطان ازدواج کند تا خوشمزه‌ترین غذاها را بچشد. در مورد خواهر سوم، او اعلام می‌کند که می‌خواهد با خود پادشاه ازدواج کند و قول می‌دهد که فرزندی با موهای طلا و نقره به او بدهد، اشک‌هایشان مروارید می‌شود و هر زمان که لبخند می‌زنند، غنچه‌های گل سرخ ظاهر می‌شوند.
شاه به وزیر خود دستور می‌دهد که صبح روز بعد دختران را به حضور او بیاورد تا بتواند خواسته‌های آنها را برآورده کند: او دو خواهر بزرگتر را به عقد نانوا و آشپز درآورد و خواهر سوم را به عقد خودش درآورد. دو خواهر ملکه جدید که از ازدواج خود ناامید شده بودند، نقشه‌ای می‌کشند تا او را تحقیر کنند و باعث شوند که لطف پادشاه را از دست بدهد. به محض به دنیا آمدن اولین فرزند سلطنتی پسر، خاله‌های حسود پسر را می‌گیرند، گهواره ای برای او می‌گذارند و به جوی آب می‌اندازند که از کنار قصر می‌گذرد. به جای او یک توله سگ گذاشتند تا سلطان را فریب دهد. گهواره توسط نهر به حومه کاخ سلطنتی برده می‌شود و در آنجا توسط یک باغبان پیدا می‌شود. باغبان پسر را نزد همسرش می‌برد تا او را مثل فرزند خودش بزرگ کند.
نه ماه دیگر می‌گذرد و ملکه شاهزاده دومی به دنیا می‌آورد. خواهران حسود او پسر را برای بار دوم با توله جایگزین می‌کنند و او را در یک سبد در جریان می‌اندازند. شاهزاده کوچک اما توسط باغبان پادشاه نجات می‌یابد و توسط سرپرست باغ‌ها بزرگ می‌شود. سال بعد، ملکه دختری به دنیا می‌آورد و او نیز مورد حیله خاله‌های حسود قرار می‌گیرد: شاهدخت کوچک را در سبدی به جوی آب می‌اندازند، اما ناظر باغ‌ها او را نجات می‌دهد. سلطان که از وعده‌های دروغ همسرش خشمگین شده بود، دستور می‌دهد او را از قصر بیرون کنند و در جعبه یا کلبه‌ای جلوی مسجد حبس کنند و هر کس به مسجد می‌رود به صورت او تف کند.
در همین حال، ناظر باغ‌ها، خواهران و برادران سلطنتی را به عنوان فرزندان خود بزرگ می‌کند. در روایتی از داستان، برادران بهمن، پرویز و خواهر پریزاده نام دارند. در نسخه ای دیگر، آنها فرید، فاروز و فریزاده نامیده می‌شوند. پدر خوانده آنها برای آنها قصری در خارج از شهر می‌خرد و با خانواده‌اش به آنجا نقل مکان می‌کند. پس از مرگ او، سه خواهر و برادر این مکان را به ارث می‌برند. روزی پریزاده در حالی که برادرانش در حال شکار هستند در خانه می‌ماند و پیرزنی مسلمان از او دیدن می‌کند. او بازدید کننده خود را با غذا و سؤالاتی در مورد سرگردانی خود سرگرم می‌کند. پیرزن پاسخ می‌دهد که خانه قصر پریزاده واقعاً زیبا است و باغ آنها به همان اندازه با شکوه است، اما سه شیء کم دارد: پرنده سخنگو که با صدای خود پرندگان دیگر را می‌کشد. درخت آوازخوان که برگ هایش آهنگ می‌سازند. و آب طلایی که می‌تواند یک حوض را پر کند و هرگز فرسوده و سرریز نشود.
پیرزن مسلمان جهت گنجینه‌های افسانه‌ای را نشان می‌دهد: اگر به سمت هند برود، آنها را باید در همان مکان پیدا کرد. پیرزن می‌رود و پریزاده اشیاء را به برادرانش می‌گوید و آنها را متقاعد می‌کند که خانه شان به هر سه مورد نیاز دارد. بهمن برادر بزرگتر به او پیشنهاد می‌دهد که سه گنج را بگیرد و چاقویی به پری زاده می‌دهد: اگر بعد از مدتی چاقو زنگ زده به نظر برسد، خطری گریبان گیر او شده است.
بهمن در راه با درویشی با ریش بلند و موهای بلند و ناخن های بلند ملاقات می‌کند. جوان قسمت‌هایی از ریش درویش را می‌کند و او به شکرانه به او توصیه می‌کند: کوهی را می بیند که کنارش سنگ‌های سیاه دارد. او باید از کوه تا بالای قله بالا برود و به صداهایی که در کوه طنین انداز می‌شود توجه نکند و به دور گردن خود بچرخد تا پشت سر خود را ببیند. بهمن نصیحتش را می‌شنود و به کوه می‌رسد. او یک حیاط از سنگ‌های سیاه را در همان نزدیکی می‌بیند - بقایای سنگ شده کسانی که نتوانستند گنج ها را بدست آورند - و شروع به بالا رفتن از کوه می‌کند. با این حال، قدرت او شروع به شکست می‌کند و تصمیم می‌گیرد به عقب برگردد و از کوه پایین برود و به یک سنگ سیاه تبدیل می‌شود.
پریزاده در کاخ آنها می‌بیند که چاقو زنگ زده است و متوجه می.شود که حتماً برای بهمن اتفاقی افتاده است. برادرش پرویز با وجود اعتراض پریزاده تصمیم می‌گیرد به دنبال او و گنج ها برود و یک رشته مروارید به او می‌دهد. اگر مرواریدها متحرک نباشند، اتفاقی برای او افتاده است. پرویز تا محل درویش سوار می‌شود و همان نصیحت می‌شود. پرویز شروع به بالا رفتن از کوه می‌کند، اما به محض شنیدن صداهایی که به او طعنه می‌زند، شمشیر در دست می چرخد و مانند دیگران سنگ می‌شود.
سرانجام پری زاده که به سرنوشت غم انگیز برادرانش پی می‌برد، خود را در لباس مردانه می‌پوشاند و سوار بر اسب به محل درویش می‌رود. با درویش صحبت می‌کند و از نقشه‌اش می گوید: گوش‌هایش را پنبه می‌بندد تا صداها را خفه‌کند. مطمئن از موفقیت خود، سپس به کوهی می‌رود که در آن قفس پرنده سخنگو قرار دارد. او به قله کوه سرباز می‌کند و قفس پرنده را لمس می‌کند. پرنده سخنگو به او تبریک می‌گوید و تسلیم او می‌شود. پری زاده محل آب طلا و درخت آواز را از پرنده می‌پرسد.
پریزاده سپس از پرنده می‌پرسد که چگونه می‌تواند برادرانش را افسون کند و دیگران را به سنگ تبدیل کند. پرنده به یک کاسه کوچک با آب اشاره می‌کند که می‌تواند روی سنگ های سیاه استفاده کند. او دستورات پرنده را دنبال می‌کند و بهمن و پرویز را به همراه بسیاری دیگر از طلسم تحجر رها می‌کند.
پریزاده و برادرانش با پرنده، آب و شاخه‌ای از درخت آواز به خانه بر می‌گردند: قفس را کنار در می‌گذارند، فواره‌ای می‌سازند تا آب طلایی را بریزند و شاخه را در باغچه خود می‌کارند.
مدتی بعد بهمن و پرویز در جریان شکار با سلطان ملاقات می‌کنند. سلطان تحت تأثیر مهارت‌های آنها قرار می‌گیرد و آنها را به قصر خود دعوت می‌کند. برادران فعلاً دعوت را رد می‌کنند، اما به سلطان می‌گویند که ابتدا با پریزاده مشورت خواهند کرد. پریزاده می‌گوید که با پرنده سخنگو مشورت خواهد کرد که با قبول دعوت سلطان موافقت می‌کند.
فردای آن روز بهمن و پرویز سلطان را به ملاقات پری زاده دعوت می‌کنند. دختر با پرنده مشورت می‌کند و می‌گوید برای سلطان غذای خیار با مروارید آماده کن. سلطان به خانه قصرشان می‌رسد و با تماشای چشمه آب طلایی، موسیقی درخت آوازخوان و آوازهای پرنده ناطق، در آن مکان بازدید می‌کند.
سرانجام برای شام می‌نشینند و به سلطان یک ظرف خیار با مروارید می‌دهند. سلطان اظهار می‌دارد که این ظرف غیرقابل خوردن است و پرنده سخنگو پاسخ می‌دهد که سلطان به موضوعی بی‌اهمیت توجه می‌کند، اما ادعاهای نادرست خواهران همسرش را باور می‌کند. پرنده سخنگو فاش می‌کند که بهمن، پرویز و پریزاده فرزندان او هستند. سلطان از حقیقت مطلع می‌شود، خواهران همسرش را محکوم به اعدام می‌کند و با همسرش آشتی می‌کند.

## تحلیل و بررسی
این داستان یکی از داستان‌هایی است که حنا دیاب سوری در اوایل قرن ۱۸ به شرق‌شناس آنتوان گالان ارائه کرده است. به نظر می‌رسد این داستان توسط گالان بازنویسی شده و در روایت «هزار و یک شب» وارد شده است، گویی شهرزاد داستان را در قاب داستان کتاب گفته است.
این داستان همچنین به‌عنوان یکی از به‌اصطلاح «داستان‌های یتیم» مجموعه «شب‌های عربی» به‌شمار می‌رود، زیرا برخلاف دیگر داستان‌ها، متن اصلی فارسی یا هندی یافت نشده است.
گروهی از پژوهشگران مانند ژیری سجپک، انو لیتمان به دفاع از یک شخصیت اصیل ایرانی یا ایرانی در داستان دیاب تمایل دارند. در همین راستا به گفته محقق سوئدی والدمار لیونگمن نام پرنده در اصل، «Bülbülhesar» کلمه ای فارسی به معنای «هزار بلبل» است.
به نظر می‌رسد روث بی. بوتیگهایمر فولکلورشناس آمریکایی با ریشه فارسی نام شخصیت‌ها  موافق است، اما این اتفاق را به فعالیت های فکری خوب حنا دیاب نسبت می‌دهد. در پژوهشی دیگر، بوتیگهایمر استدلال می‌کند که به دلیل شباهت‌های زیاد بین داستان دیاب و «آنسیلوتو، پادشاه پروینو» استراپارولا، دیاب باید با آن آشنایی داشته باشد. با داستان ایتالیایی در طول زندگی‌اش.